# Шеффилд, Скотт
Скотт Шеффилд (англ. Scott Sheffield; род. 20 октября 1973) — американский математик, специалист по теории вероятности. Доктор философии (2003), именной профессор Массачусетского технологического института, где трудится с 2008 года. Член НАН США (2025).
Окончил Гарвардский университет в июне 1998 года со степенями бакалавра и магистра, обеими — по математике. В апреле 2003 года получил степень доктора философии по математике в Стэнфордском университете — под началом Amir Dembo. Являлся постдоком в Microsoft Research (2002—2004, с О. Шраммом), Калифорнийском университете в Беркли (2004—2005), Институте перспективных исследований (2006—2007). В 2005—2006 годах ассистент-, в 2007—2008 годах ассоциированный профессор нью-йоркского Курантовского института. С 2008 года профессор на кафедре математики Массачусетского технологического института, с 2017 года именной профессор (Leighton Family Professor) математики. Брал интервью у Ричарда Тейлора.

## Награды и отличия
- Rollo Davidson Prize[англ.] (2006)
- NSF CAREER Award[англ.] (2007)
- Стипендия Слоуна (2007)
- Presidential Early Career Award for Scientists and Engineers[англ.] (2009)
- Invited talk at the International Congress of Mathematicians[англ.] (2010)
- Loève Prize[англ.] (2011)
- Simons Fellow[англ.], Simons Foundation (2014)
- Aisenstadt Chair, Center for Mathematical Research, Université de Montréal (2016)
- Clay Research Award (2017, совместно с Jason P. Miller[нем.])